# Samuel Enderby (Unternehmer, 1640)
Samuel Enderby (* 1640; † 1723 in London, England) war britischer Unternehmer und Händler mit Sitz in London.

## Leben
Über Samuel Enderby, den Großvater von Samuel Enderby (1719–1797) und Gründer des Londoner Walfangunternehmens Samuel Enderby & Sons, ist wenig bekannt. Er lebte mit seiner Familie, die das Gerber-Handwerk ausübte, im Londoner Stadtteil Bermondsay. Seine Eltern mussten wohl ursprünglich in Irland gelebt haben, denn 1660 wurden Liegenschaften in Lismore, in dem County Waterford, die den Enderby’s zurückgegeben wurde, verkauft.  Samuel Enderby nahm das Geld und investierte es in den Handel mit Waltran und in den Handel mit Pelzen aus Russland. Sein Sohn Daniel führte später die Geschäfte an der St Paul’s Wharf fort. Neben dem Familienunternehmen der Enderby’s etablierten sich zwei weitere Handelsunternehmen auf der St Paul’s Wharf, die auf Tran und Fischöl spezialisiert waren, die Firma von Charles Buxton und die Firma Sims.